# Ulrich Borsdorf

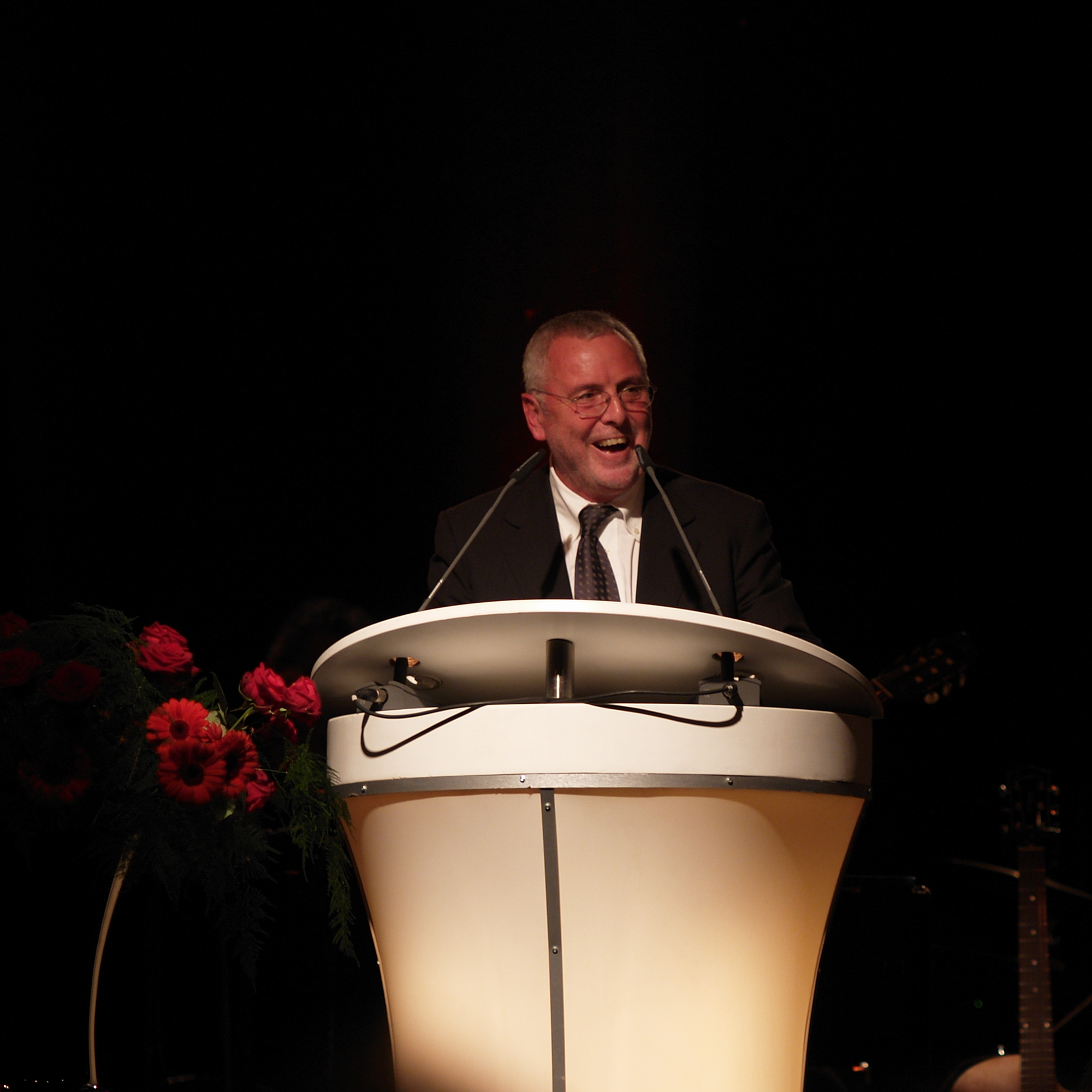
Ulrich Borsdorf bei der Eröffnung des Ruhr Museums in Essen (2010)

Ulrich Borsdorf (* 2. Dezember 1944 in Jüterbog) ist ein deutscher Historiker.

## Leben
Ulrich Borsdorf studierte Geschichtswissenschaft, Sozialwissenschaften und Germanistik an den Universitäten Freiburg im Breisgau und Bochum. Von 1974 bis 1978 war er wissenschaftlicher Assistent im Fach Geschichte an der Universität Essen bei Lutz Niethammer, seit Juli 1978 arbeitete er als Redakteur der Gewerkschaftlichen Monatshefte. Anschließend arbeitete er als Historiker im gewerkschaftsnahen Wirtschafts- und Sozialwissenschaftlichen Institut.
Von 1986 bis zu dessen Schließung im April 2007 war Borsdorf der Direktor des Ruhrlandmuseums in Essen. Von 2008 bis Ende 2011 war er Direktor des neu errichteten Ruhr Museums und maßgeblich an der Konzeption von dessen Dauerausstellung als „Gedächtnis und Schaufenster des Ruhrgebiets“ beteiligt. Außerdem ist er Mitglied des Vorstandes der Stiftung Zollverein. An der Seite von Karl Ganser war er mitverantwortlich für die Abschlussausstellung der Internationalen Bauausstellung IBA Emscher Park (1989–1999) „Sonne, Mond und Sterne“ in der Mischanlage der Kokerei auf Zollverein.
Borsdorf ist Autor zahlreicher Schriften zur Geschichte des Ruhrgebiets.

## Schriften (Auswahl)
Monografien
- Hans Böckler. Arbeit und Leben eines Gewerkschafters von 1875–1945. Mit einem Vorwort von Heinz Oskar Vetter, Bund-Verlag, Köln 1982, ISBN 3766304976.

Herausgeberschaften
- mit Hans Mommsen: Glück auf, Kameraden! Die Bergarbeiter und ihre Organisationen in Deutschland. Bund-Verlag, Köln 1979, ISBN 3766302884.

## Ehrungen
- 2010: Verdienstkreuz 1. Klasse der Bundesrepublik Deutschland